# Star ou Ψ de Cassiopée
Star ou Ψ de Cassiopée : Histoire merveilleuse de l’un des mondes de l’espace, nature singulière, coutumes, voyages, littérature starienne, poëmes et comédies traduits du starien est un roman de science-fiction de Charlemagne Ischir Defontenay publié en 1854.

## Résumé
Le livre décrit une planète et son histoire, ses soleils et ses satellites, les civilisations qui s'y sont développées, la création d'une fédération interplanétaire.

## Publications françaises
- Librairie Ledoyen, 1854
- Éditions Denoël, coll. « Présence du futur » no 145, 1972 sous le titre Star ou Psi de Cassiopée
- Terre de brume, coll. « Terra Incognita » no 2, 2008
- Publie.net, coll. « ArchéoSF », 2018
- Éditions Libretto, no 625, 2018

### Livres numériques
- Star ou Ψ de Cassiopée (fac-similé sur Google Livres)
- Livre numérique (ePub, pdf, sur le site ebooksgratuits)

### Articles
- Rétro SF : Star ou ψ de Cassiopée de Charlemagne-Ischir Defontenay (actusf)
- « Star ou Ψ de Cassiopée » sur le site NooSFere